# Radosław Kaim
Radosław Kaim (* 7. října 1973) je polský herec.

## Filmografie
| Rok  | Název filmu                    | Role     |
| ---- | ------------------------------ | -------- |
| 2007 | It's a Free World...           | Jan      |
| 2002 | Miss mokrego podkoszulka       | Wojtek   |
| 2002 | Jak to się robi z dziewczynami | Bogo     |
| 2000 | Egoiści                        | Grzesiek |